# Manuel Ramírez Jiménez
Manuel Ramírez Jiménez (Ceuta, 6 de junio de 1940 - Zaragoza, 17 de febrero de 2015) fue un jurista y politólogo español.

## Biografía
Catedrático de Derecho Político desde 1975. Autor de una larga lista de publicaciones. Distinguido con varios premios y galardones por su trayectoria profesional, entre ellos la gran cruz de la Orden de Alfonso X el Sabio y la gran cruz de la Orden de San Raimundo de Peñafort.
Fue decano de la facultad de Derecho de Zaragoza. Colaboró en la elaboración de la Constitución española de 1978. Fue Presidente de la Asociación Española de Ciencia Política, así como de la Fundación Lucas Mallada, de la cual era fundador. Miembro del Consejo Económico y Social de Aragón. 